# جون بيلباو
جون بيلباو (بالإسبانية: Jon Bilbao)‏ هو ببليوجرافي ‏ إسباني، ولد في 31 أكتوبر 1914 في Cayey, Puerto Rico ‏ في الولايات المتحدة، وتوفي في 23 مايو 1994 في فيتوريا-غاستيز في إسبانيا بسبب سكتة.